# دراسات الأداء
دراسات الأداء هي المجال الأكاديمي المختص بدراسة الأداء بشتى أشكاله. إن مصطلح «الأداء» مصطلح عام وقد يشمل معنى الأداء الفني والجمالي مثل الحفلات الموسيقية والعروض المسرحية والفنون الأدائية، والمحافل الرياضية، والمناسبات الاجتماعية والدينية والأحداث السياسية، مثل المراسم والشعائر الدينية والبيانات والتصريحات الرسمية؛ كذلك بعض الاستخدامات اللفظية ومكونات الهوية التي تتطلب القيام بفعل ما وليس مجرد أخذ الأمر على علاته. ومن ثم فإن دراسات الأداء من الدراسات متعددة التخصصات التي تعتمد على نظريات الفنون الأدائية وعلم الإنسان وعلم الاجتماع ونظرية الأدب والدراسات القانونية.
تواجه دراسات الأداء تحديًا بوصفها تخصص جديد. وينتقد العديد من الأكاديميين عدم ثبات دراسات الأداء. فمن الصعب أن تستقر دراسات الأداء بوصفها مجال أكاديمي، إما لأن هذه هي طبيعة المجال نفسه أو لأن المجال حديث جدًا بما يحول دون استقراره. ومع ذلك، هناك عدد هائل من البرامج التدريبية المانحة لدرجات علمية تسعى الجامعات لتوفيرها للباحثين. البعض قد أشار إليها على أنها "دراسات متعددة الفروع" أو دراسات ما بعد التخصص".

## نشأة دراسات الأداء ومبادئها الأساسية

### المسرح وعلم الإنسان
لدراسات الأداء كمجال أكاديمي عدة روايات عن نشأتها. فمن الناحية المسرحية وعلم الإنسان، هناك الأعمال المشتركة بين المخرج ريتشارد سكيتشر وعالم علم الإنسان فيكتور ترنر. وتسلط هذه الرواية الضوء على تعريف الأداء بأنه «يتوسط فن المسرح وعلم الإنسان» وتؤكد في الغالب على عروض التبادل الثقافي باعتبارها بديلاً إما عن خشبة المسرح التقليدية أو مجال علم الإنسان التقليدي. أنشأ دوايت كونكرجود فرع دراسة أداء الأعراق البشرية الذي محوره هو الطبيعة السياسية للممارسة والذي يدافع عن الحوار المنهجي من وجهة النظر المخالفة لممارسات إصدار البحوث. وقام بريان رينولدز بوضع نظرية الأداء المركب والمنهجية النقدية المعروفة باسم «علم العروض المتداخل» لخلق حالة من التوافق بين التحليل التاريخي والأبحاث الحالية في عدد من المجالات، بدءًا من الأعراض الاجتماعية حتى العلوم العصبية الإدراكية، ونتيجة لتلك النظرية تمت توسعة نطاق ترابط دراسات الأداء في العديد من التخصصات الأكاديمية. وساهمت برابرا كيرشنبلات جيمبلت بإضافة إلى هذا المجال في شكل الأنشطة السياحية وفعاليات تنظيم العروض ذات الصلة بالأجناس البشرية، أما جود كيس فقد عدل تعريف الأداء إلى الدراسة الإعلامية والدينية، وقدمت  ديانا تايلور منظور نصف الكرة الأرضية الجنوبي حول أداء أمريكا اللاتينية وبلورت ذلك في نظرية تفترض العلاقة بين الأرشيف ومصنفات العروض المسرحية، بينما قدم كورين كراتز الأسلوب التحليلي للأداء الذي يسلط الضوء على دور اتصال الوسائط المتعددة مع الأداء.

### الأدب
في مجال الأدب، وصف والاس باكون (1914-2001)، الذي يعتبره الكثيرون أنه صاحب نظرية الأداء، الأداء الأدبي بأنه أقصى درجات التواضع. وكتب باكون ضمن تعريفه لنظرية الأداء «ما يهمنا هو التفاعل بين القراء والنصوص الذي يؤدي إلى إثراء المشاعر الداخلية وحتى الخارجية وإنعاشها وتنقيتها، (بل) وتبديل أحوالها من حال إلى حال وهذا ما يلمسه الطلبة [والشخصيات المؤدية والجمهور] بمفعول سحر النصوص» (Literature in Performance, Vol 5 No 1, 1984; p. 84). بالإضافة إلى ذلك، يعد كتاب روبرت برين المعالجة المسرحية  (Chamber theatre) حجر الأساس في مجال المعالجة المسرحية للنصوص الروائية رغم أن هذه المسألة مثيرة للجدل في تأكيدها على مكان التفاصيل الروائية عند معالجتها للعرض على المسرح. ويرى الكثيرون أن برين هو أيضًا مؤسس نظريات هذا المجال بالتعاون مع مؤيده لويس روزينبلات.

### نظرية الأفعال الكلامية و"الملفوظات الإنجازية
تؤكد رواية أخرى على نشأة نظرية الأفعال الكلامية على يد فلاسفة هم جيه إل أوستن وجوديث بتلر والناقد الأدبي إيف كوسوفسكي سيدجويك وكذلك شوشانا فيلمان. عرض أوستن هذه النظرية في كتابه كيف تنجز الأشياء بالكلمات التي تنص على “ما القول إلا فعل، أو من خلال التلفظ بالقول نحن ننجر ما يدل عليه، بل وقت التلفظ بالقول نحن ننجز هذا الأمر.” ويتضح ذلك مع الفعل «أوافق» في مراسم الزواج. ووفقا لما يراه أوستن، يشترط في نجاح هذه الملفوظات الإنجازية أنها لا تخضع لشروط الصدق والكذب فلا تكون إلا وقائع، وأن يتلاءم كل من الأشخاص والظروف المناسبة من أجل تنفيد الإجراء المحدد، وأن يكون إنجازا عرفيًا مقبولا لفعل ما في ظرف ملائم مع الناطق بهذه الملفوظات: القس أو القاضي أو الفقيه على سبيل المثال. وبرر أوستن عدم نجاح هذه الملفوظات الإنجازية بقوله «سيكون هناك دائمًا حالات صعبة أو هامشية حيث لا شيء في التاريخ السابق للإجراء التقليدي يحدد ما إذا كان قد تم تطبيق هذا الإجراء تطبيقًا صحيحًا في هذه الحالة أم لا». ولقد تطرق بتلر إلى إمكانية عدم نجاح الملفوظات الإنجازية (تعبيرات يستخدم فيها اللسان والجسد) وعرفت بما يسمى «الوعد السياسي للملفوظات الإنجازية». وكان مبررها في ذلك هو افتقار الملفوظات الإنجازية للاحتفاظ بالقوة التقليدية، فالتقليد في حد ذاته يجب أن يكون متكررًا، ومع هذا التكرار يستولي عليه الاستعمال غير المصرح به ومن ثم تنشأ أحداث مستقبلية جديدة. وأشارت إلى ذلك بمثال روزا باركس التالي:

عندما جلست روزا باركس في المقعد الأمامي في الحافلة، لم يكن لديها حق مسبق يمكنها من الجلوس في هذا المقعد وفقًا لتقاليد الجنوب. ولكنها عندما أدعت أحقيتها لحق لم يخول لها فيما مضى الحصول عليه، فإنها صبغت هذا الفعل بصبغة القوة، وبدأت تتمرد وضربت بتلك القوانين الشرعية القائمة عرض الحائط.

وقد أيدت شوشانا فيلمان أيضًا مسألة الملفوظات غير اللبقة (سيئة التطابق) حينما ذكرت أن «الفشل أو الإخفاق ليس للسبب الذي ذكره أوستن عن الحدث مع الملفوظات الإنجازية، ولكنه متأصل فيها أو ضروري فيها. بمعنى آخر...تصورات أوستن لعدم النجاح ليست خارجية ولكنها داخلية مع الوعود، وفقا لما تشكله بالفعل».
ترتبط دراسات الأداء أيضًا ارتباطًا وثيقًا بمجالات الحركات النسائية والتحليل النفسي والنظرية العرقية النقدية ونظرية الشذوذ. فواضعو النظريات مثل بيجي فيلان و خوسيه استيبان مونوز و إي باتريك جونسون و ريبيكا سيشندر وأندريه ليبكي كانت لهم إضافاتهم في كل من دراسات الأداء وتلك المجالات ذات الصلة.

## برامج أكاديمية في دراسات الأداء
تتألف دراسات الأداء من نظريات في الدراما والرقص والفن وعلم الإنسان والتراث الشعبي والفلسفة والدراسات الثقافية وعلم النفس وعلم الاجتماع والأدب المقارن، وعلى وجه الخصوص عزف موسيقى.[بحاجة لمصدر] وغير ذلك نجده في كتاب شنشر: دراسات الأداء: مقدمة أو في الدليل الحكيم لدراسات الأداء للمؤلفين دي سويني ماديسون وجوديث هامرا. ولقد تم إنشاء أول قسم لدراسات الأداء في جامعة نيويورك. ولكن هناك بعض الاختلافات بأن جامعة نورث وسترن وجامعة نيويورك هما مهدا دراسات الأداء. لمزيد من المعلومات حول شتى أصول وتقاليد تخصص دراسات الأداء، راجع كتاب شانون جاكسون فن ممارسة الأداء وفصل المقدمة من كتاب ناثان ستاكي وسينيزيا ويمر تدريس دراسات الأداء. وبوجه عام، تشير الفروق بين نموذجي الجامعتين إلى فروق في التخصصات. فنموذج جامعة نيويورك يتسم عمومًا بأنه برنامج يقدم تعريفات للأداء المسرحي المتأثر بالفن المسرحي التجريبي ومن ثم يتسع مفهومه عن كونه محدودًا في إطار الحدث. ولقد أدى التفاعل داخل الأقسام التي تضم برنامج مرحلة ما بعد درجة الدكتوراه في جامعة نيويورك لتخصص التحليل النفسي والعلاج النفسي إلى جعل هذا النموذج كمسار مستمر. أما جامعة نورث ويسترن فقد انتقلت من فن الخطابة وأداء التقليد الأدبي لتتسع في مفهومها من العروض الجمالية التمثيلية إلى ما وراء الترجمة الشفهية. فالإسم المميز لدراسات الأداء في هذه الجامعة ترجع أصوله إلى علم الإنسان، وأول من بدأ في تصميمه هو دوايت كونكرجود عالم الأعراق البشرية بهدف التعرف على كافة أساليب الثقافات المحلية خلال ممارستها للأداء. يتضح في كلا المثالين أن تسليط الضوء على الممارسة يؤدي إلى اتساع منهجية البحث إلى ما وراء المسرح أو الأدب/الخطاب. في الولايات المتحدة، وصلت التخصصات المتداخلة والمجالات متعددة الفروع إلى براون وجامعة كاليفورنيا في بيركليوغيرهما من الجامعات الأخرى. تقدم البرامج للجامعيين والخريجيين في كل من جامعة كاليفورنيا في دافيس وجامعة كينيساو في ولاية جورجيا وجامعة ولاية لويزيانا وجامعة جنوب إلينوي في كاربونديل وجامعة ولاية كاليفورنيا، نورث ريدج وجامعة سان خوسيه وجامعة سان دييجو وجامعة ماريلاند وجامعة نورث كارولينا في تشابل هيل. تنفرد جامعة تكساس آي آند إم قسم دراسات الأداء بتوفيرها لشهادات بعد الحصول على البرنامجين الموسيقي والمسرحي.
في المملكة المتحدة، تمنح جامعة أبيرستوايث شهادة برنامج في دراسات الأداء بحضور عدد من فنانين لاقى أداؤهم استحسانًا كبيرًا من الجمهور مثل مايك بيرسون وهايك رومس وجل جرينهالج.
وفي الدنمارك، تمنح جامعة روسكيلد درجة الماجستير والدكتوراه في «تصميم الأداء»، مع التركيز على بعض المواد مثل العروض المسرحية والموسيقى الحية والمهرجانات والعروض الحضرية.
في ألمانيا، تمنح جامعة هامبورغ درجة الماجستير في دراسات الأداء بمركز دراسات الأداء الذي تديره جابرييل كلاين.
في الهند، تركز المبادرات البحثية لمركز بحوث الأداء والدراسات الثقافية في جنوب آسيا (cpracsis) على إعادة تعريف منهجيات البحوث والدراسات الثقافية بالاستناد إلى الفروق التي تفصل بين دراسات الأداء.
في أستراليا، تمنح كل من جامعة سيدني وجامعة فيكتوريا وجامعة كوينزلاند للتكنولوجيا شهادات في تخصصات دراسات الأداء ودرجات الماجستير ودرجات الدكتوراه مع مرتبات الشرف. في بعض البلدان، تكون دراسات الأداء عبارة عن دورة مستوى متقدم (المستوى المتقدم التكميلي والمستوى الأساسي) تتألف من دمج صور الفنون المنفصلة من رقص وموسيقى ودراما في قالب واحد وهو فنون الأداء.
في البرازيل، بدأت جامعة غوياس الاتحادية برنامج متعدد التخصصات (بدرجات الماجستير) في ثقافات الأداء (أشكال الأداء في الثقافات) في 2012، وكان هذ أول برنامج في إحدى دول أمريكا اللاتينية. وكان الهدف من هذا البرنامج هو تحليل «الطقوس والألعاب والعروض والأعمال الدرامية والرقص» في وجهة نظر ممزوجة بشتى الثقافات.
وقد انضم أيضا جيل جديد من الباحثين إلى أعضاء هيئة التدريس في هذه المعاهد وغيرها ليبرهنوا على تواصل العمل على توسع هذا المجال وإعادة نشاطه. ومنهم: باتريك أندرسون (جامعة كاليفورنيا بسان دييغو)، وكريستين بالانس (جامعة كاليفورنيا، إرفاين)، وروبن بيرنستاين (هارفارد)، وهنري بيال (كنساس)، وراشيل بودتش (جامعة ولاية أريزونا)، وبرنادت ماري كالافل (جامعة دنفر)، وبراندي كاتانيس (بركلي)، ورينيه ألكسندر كرافت (جامعة شارلوت)، وكريغ جينجرتش فيلبروك (جامعة جنوب إلينوي)، وبريان هيرارا (جامعة برينستون)، وجيل دولان (جامعة برينستون)، وستسي ولف (جامعة برينستون)، وسوك يونج كيم (جامعة كاليفورنيا في سانتا بارابرا)، وبرانيسلاف جاكوفلجيفيك (ستانفورد)، وجين لين (جامعة نيويورك)، وإنج بنج ليم (براون)، وبيج ماكجيلي (ييل)، وجيشا منون (ستانفورد)، وتافيا نيونجو (جامعة نيويورك)، وتوني بروتشي (جامعة شارلوت)، وماثيو سبانجلر (ولاية سان خوسيه)، وجنيفر باركر ستاربك (روهامبتون)، وجيفري كيو ماككيون، الابن (ميريلاند)، ولوري فريدريك ميير (ميربلاند)، ورامزن ريفيرا سرفيرا (نورث ويسترن)، وتريزا سمالك (جامعة مدينة نيويورك)، وشانون ستين (بركلي)، وديفيد تيري (ولاية سان خوسيه)، وألكسندرا فاسكيز (برينستون)، وشن فوجل (إنديانا)، وإيه جيه وستليك (ميتشيجن)، ومورايا ويكستورم (جامعة مدينة نيويورك)، وباتريشا يبارا (براون)، وهارفي يونج (نورث ويسترن).
ي

## دراسات وفنون الأداء
لدراسات الأداء علاقة قديمة ووطيدة بممارسة فنون الأداء، والمعروفة كذلك باسم الفنون الحية أو أداء الفنون المرئية.
من الشركات الكبرى والمتخصصين الممارسين لهذا المجال على نطاق واسع: كارين فاينلي وروبرت ليبيج واريان منوشكين ومسرح دو سولي وروبرت ويلسون وفورسد انترتينمنت (المملكة المتحدة)، وبينا باوش، وتريشا براون، ودي في 8 فيزيكال ثياتر، ووستر جروب (نيو يورك) وآن بوجارت وسيتي كومباني (نيو يورك) وجان فابر (بلجيكا). ومن الفنانين الآخرين، من خارج وسط المسرح التجريبي الأوروبي، الذين لعبوا دورًا في تطور التحليل في المجال: كارمليتا تروبيكانا، وهولي هيوز، وتيم ميلر، وآني سبرنكلر، وجون ليجيزامو، وجيلرمو جوميه بينا، وكوكو فوسكو، وروبي ترو، وليندا مونتانا، وفاجينال دافيز، ولوا ويفر، وبيجي شو، وآنا دفير سميث، وروبي ماككولي، ومارجا جوميه، ودان كونج، وديامندا جالاس، ورون آثي، وريفر اند بيلي، وآنا مينديتا، وديب مارجوليس، وتيري جولواي، وايريك بوجوسيان، وداني هوخ، وكوينتين كريسب، وجستين بوند وكيني ميلمان ويعرف أيضا باسم كيكي وهيرب، وراشيل روزنتال، وسبلادينج جراي، ولوري أندرسون، ورودسا جونز، وبيل تي جونز، ولويز ألفارو، ورينو، وجون فليك، وكيث هينسي ومريدث مونك.

## التسلسل الزمني لخطوات التطوير في هذا المجال
رغم أن الكثيرين يرون أن والاس باكون (1914–2001) هو مؤسس نظرية الأداء، فقد كان فيكتور ترنر وريتشاد شيشنر هما من اجتهدا اجتهادًا كبيرًا في المشهد الفني المسرحي مما ساعد في تطوره في الولايات المتحدة في الستينيات من القرن العشرين.

### 1965
إن مقالة شيشنر بعنوان «مناهج» التي نشرت في مجلة «تولين دراما ريفيو»، والتي ذكر فيها أن «الأداء هو مصطلح يشمل في مضمونه التمثيل والألعاب والرياضات والأداء في حياتنا اليومية وفي الطقوس»، هي نقطة البداية لتصوره لنطاق تدفق النشاط المسرحي. وكان «منهج النطاق الشامل» أحد الأعمال الكثيرة اللاحقة التي لم تصدر بعد.

### 1980
دلت إضافة العنوان الفرعي «دورية دراسات الأداء» في مجلة «دراما رفيو» على زيادة شمول المنهج للسلوك الإنجازي للعبارات.

### 1981–82
دعا ترنر، وهو عالم في الطبائع البشرية والمتحدث الرسمي عن استمرار السلوك «المسرحي» في كتابه «من الطقوس إلى المسرح»، ششنر للمشاركة في برنامج «المؤتمر العالمي حول الطقوس والأداء» وقد انعقد ثلاث مؤتمرات ذات صلة أثناء ذلك العام.

### 1984
كانت بداية ثاني أكبر قسم دراسات أداء في جامعة نورث ويسترن في الولايات المتحدة.

### 1990
انعقاد أول مؤتمر دراسات أداء في جامعة نيويورك للاحتفال بالذكرى السنوية العاشرة على بداية قسم دراسات الأداء.

### 1993
تشكيل مجموعة التركيز «لدراسات الأداء» داخل جمعية المسرح في التعليم العالي (ATHE).

### 1995
ترأس بيجي فيلان مؤتمر «دراسات الأداء: مستقبل المجال»، الذي زاد عدد حضوره عن 500 شخص وكان بمثابة تتمة لتجمع جامعة نيويورك 1990.

### 1996
انعقاد ثاني مؤتمر دراسات أداء بجامعة نورث ويسترن.

### 1997
استضاف معهد جورجيا للتقنية المؤتمر الثالث لدراسات الأداء.
شهد هذا العام تأسيس  المركز الدولي لدراسات الأداء وهو أول نقابة عالمية أنشئت خصيصا لدراسات الأداء. هذا المركز الدولي هو عبارة عن نقابة مهنية تشجع التواصل والتبادل بين العلماء والممارسين لمجال الأداء. ولقد عقد المركز العديد من المؤتمرات الدولية والتجمعات الاحتفالية.

### 2001
بلغ عدد الأعضاء في مجموعة التركيز لدراسات الأداء (ATHE) في هذا العام 450 عضوًا.

### 2005
انعقاد مؤتمر مركز دراسات الأداء الدولي 12 بجامعة براون، في الفترة ما بين 30 مارس - 1 أبريل. بعنوان «الشعور بعدم الراحة» وهو اقتباس مأخوذ من محاضرة ألقتها روث سميث، رئيس جامعة براون، حيث كانت تشرح في هذه المحاضرة «ضرورة شعور الطلاب بعدم الراحة التي تحفزهم على النهوض وبناء المعرفة والحياة بل والعالم».

## الاختلافات
عمل ريتشارد شنشر أستاذا لمادة الدراما بجامعة تولين ثم انتقل إلى جامعة نيويورك بالمنصب نفسه، وذلك قبل اهتمامه بدمج مجال المسرح بالعديد من التخصصات الأخرى. وكتب حينها اثنان من طلابه القدامى على الأقل أعمال نقدية مؤثرة في المجال الجديد.
في مجلة ثياتر ويك، كتب ريتشارد هورنباي أنه من الضروري تبني مجال دراسات الأداء لنظرية التمثيل والمسرح الأوروبي الأمريكي التقليدي طالما رغبنا في أن يكون له قيمة بين المجالات المرموقة الأخرى. وأضاف أن دراسات الأداء لم تتطرق بالقدر الكافي إلى الأداء المسرحي، كما توصل شنشر على الأقل.
دافي نابليون أضافت إلى ما قيل في العدد نفسه من المجلة. أن دراسات الأداء لا تنطوي على الدمج بين أي تخصص من التخصصات. "المسألة ليست مزجا بين المسرح والفنون الأدائية الأخرى، كالرقص وفن الأوبرا، مع أن الدراسات تتضمنها....هناك مواد في الجماليات والحياة اليومية والسير الذاتية والإبداع في التقارب والتخليط إن دراسات الأداء تغطي كل شيء، ومن يريد أن يدرس شيئا منها، قد تبوء محاولته بالفشل.
يقول شنشر أنه لم يرفض المسرح ولكنه شارك في توسيع القسم بجامعة نيويورك من خلال جلب التخصصات الأخرى له. مفسرا ذلك بقوله «يمكنني تناول المكرونة وأيضا السوشي».
ولكن كان رد نابليون على هذا التفسير بأن كلاهما من المأكولات، ولكن الأمر يختلف مع علم الأثار والمسرح فليس كلاهما من الفنون الأدائية. «علاوة على ذلك، لا يستوعب طلاب دراسات الأداء مجالين. فهم يجربون جميع التخصصات دون الاكتراث بتعلم أي منها. قد تبدو دراسات الأداء دراسات شاملة لدراسات متعددة، ولكنها في واقع الأمر، على العكس، أحادية التخصص». ويروي نابليون أن مايكل كيربي، هو صديق لريتشارد شنشر، كان معه في جامعة نيويورك، شعر أن شنشر اتجه بالقسم إلى الاتجاه الخاطئ.

## وصلات خارجية
- Performance Studies Academic Programs, Institutes, Centers, Professional Associations
- Hemispheric Institute of Performance and Politics
- PerformanceStudies.Org
- The Drama Review – NYU
- Women and Performance Review
- Performances Culturais – Brazil
- Performance Studies Hamburg